# Utalingolo
Utalingolo è una circoscrizione rurale (rural ward) della Tanzania situata nel distretto urbano di Njombe, regione di Njombe. Conta una popolazione di 4 536 abitanti (censimento 2012).